# 牛瑗
牛瑗（?—?），甘肅省鞏昌府通渭縣人，清朝政治人物、同進士出身。
光緒十八年（1892年），参加光緒壬辰科殿試，登進士三甲122名。同年五月，以主事分部学习。